# Saison 1947-1948 des Canadiens de Montréal
Autres saisons
Saison précédente Saison suivante
La saison 1947-1948 de hockey sur glace est la 39e saison que jouent les Canadiens de Montréal. Ils évoluent alors dans la Ligue nationale de hockey et finissent à la 5e place au classement.

## Saison régulière

### Classement
|                        | V  | D  | N  | Pts | BP  | BC  | Pun |
| ---------------------- | -- | -- | -- | --- | --- | --- | --- |
| Maple Leafs de Toronto | 32 | 15 | 13 | 77  | 182 | 143 | 758 |
| Red Wings de Détroit   | 30 | 18 | 12 | 72  | 187 | 148 | 593 |
| Bruins de Boston       | 23 | 24 | 13 | 59  | 167 | 168 | 515 |
| Rangers de New York    | 21 | 26 | 13 | 55  | 176 | 201 | 480 |
| Canadiens de Montréal  | 20 | 29 | 11 | 51  | 147 | 169 | 724 |
| Black Hawks de Chicago | 20 | 34 | 6  | 46  | 195 | 225 | 572 |

## Match après match

### Octobre
| No | Date       | Visiteur              | Score | Domicile               | Fiche | Pts |
| -- | ---------- | --------------------- | ----- | ---------------------- | ----- | --- |
| 1  | 16 octobre | Rangers de New York   | 2-1   | Les Canadiens          | 0-1-0 | 0   |
| 2  | 18 octobre | Blackhawks de Chicago | 2-4   | Les Canadiens          | 1-1-0 | 2   |
| 3  | 22 octobre | Les Canadiens         | 1-3   | Bruins de Boston       | 1-2-0 | 2   |
| 4  | 25 octobre | Bruins de Boston      | 0-5   | Les Canadiens          | 2-2-0 | 4   |
| 5  | 26 octobre | Les Canadiens         | 4-2   | Red Wings de Détroit   | 3-2-0 | 6   |
| 6  | 29 octobre | Les Canadiens         | 1-3   | Maple Leafs de Toronto | 3-3-0 | 6   |

### Novembre
| No | Date         | Visiteur               | Score | Domicile               | Fiche | Pts |
| -- | ------------ | ---------------------- | ----- | ---------------------- | ----- | --- |
| 7  | 1er novembre | Les Canadiens          | 4-2   | Blackhawks de Chicago  | 4-3-0 | 8   |
| 8  | 7 novembre   | Maple Leafs de Toronto | 0-3   | Les Canadiens          | 5-3-0 | 10  |
| 9  | 9 novembre   | Red Wings de Détroit   | 3-1   | Les Canadiens          | 5-4-0 | 10  |
| 10 | 10 novembre  | Blackhawks de Chicago  | 2-5   | Les Canadiens          | 6-4-0 | 12  |
| 11 | 13 novembre  | Bruins de Boston       | 9-1   | Les Canadiens          | 6-5-0 | 12  |
| 12 | 14 novembre  | Les Canadiens          | 2-4   | Rangers de New York    | 6-6-0 | 12  |
| 13 | 19 novembre  | Les Canadiens          | 2-2   | Blackhawks de Chicago  | 6-6-1 | 13  |
| 14 | 22 novembre  | Rangers de New York    | 5-3   | Les Canadiens          | 6-7-1 | 13  |
| 15 | 23 novembre  | Les Canadiens          | 2-2   | Bruins de Boston       | 6-7-2 | 14  |
| 16 | 27 novembre  | Maple Leafs de Toronto | 0-2   | Les Canadiens          | 7-7-2 | 16  |
| 17 | 29 novembre  | Les Canadiens          | 1-3   | Maple Leafs de Toronto | 7-8-2 | 16  |
| 18 | 30 novembre  | Les Canadiens          | 1-1   | Red Wings de Détroit   | 7-8-3 | 17  |

### Décembre
| No | Date        | Visiteur               | Score | Domicile              | Fiche   | Pts |
| -- | ----------- | ---------------------- | ----- | --------------------- | ------- | --- |
| 19 | 6 décembre  | Red Wings de Détroit   | 0-4   | Les Canadiens         | 8-8-3   | 19  |
| 20 | 7 décembre  | Les Canadiens          | 0-1   | Bruins de Boston      | 8-9-3   | 19  |
| 21 | 10 décembre | Les Canadiens          | 4-4   | Rangers de New York   | 8-9-4   | 20  |
| 22 | 11 décembre | Rangers de New York    | 4-2   | Les Canadiens         | 8-10-4  | 20  |
| 23 | 14 décembre | Les Canadiens          | 4-3   | Blackhawks de Chicago | 9-10-4  | 22  |
| 24 | 20 décembre | Bruins de Boston       | 4-2   | Les Canadiens         | 9-11-4  | 22  |
| 25 | 21 décembre | Les Canadiens          | 4-3   | Rangers de New York   | 10-11-4 | 24  |
| 26 | 26 décembre | Maple Leafs de Toronto | 3-0   | Les Canadiens         | 10-12-4 | 24  |
| 27 | 27 décembre | Blackhawks de Chicago  | 1-3   | Les Canadiens         | 11-12-4 | 26  |

### Janvier
| No | Date        | Visiteur               | Score | Domicile               | Fiche   | Pts |
| -- | ----------- | ---------------------- | ----- | ---------------------- | ------- | --- |
| 28 | 1er janvier | Les Canadiens          | 1-2   | Maple Leafs de Toronto | 11-13-4 | 26  |
| 29 | 3 janvier   | Bruins de Boston       | 2-2   | Les Canadiens          | 11-13-5 | 27  |
| 30 | 4 janvier   | Les Canadiens          | 2-6   | Red Wings de Détroit   | 11-14-5 | 27  |
| 31 | 8 janvier   | Red Wings de Détroit   | 1-1   | Les Canadiens          | 11-14-6 | 28  |
| 32 | 10 janvier  | Rangers de New York    | 1-1   | Les Canadiens          | 11-14-7 | 29  |
| 33 | 11 janvier  | Les Canadiens          | 1-3   | Rangers de New Tork    | 11-15-7 | 29  |
| 34 | 15 janvier  | Maple Leafs de Toronto | 4-8   | Les Canadiens          | 11-15-7 | 31  |
| 35 | 17 janvier  | Blackhawks de Chicago  | 1-3   | Les Canadiens          | 13-15-7 | 33  |
| 36 | 18 janvier  | Les Canadiens          | 1-1   | Bruins de Boston       | 13-15-8 | 34  |
| 37 | 21 janvier  | Les Canadiens          | 1-3   | Blackhawks de Chicago  | 13-16-8 | 34  |
| 38 | 24 janvier  | Red Wings de Détroit   | 5-1   | Les Canadiens          | 13-17-8 | 34  |
| 39 | 25 janvier  | Les Canadiens          | 0-1   | Red Wings de Détroit   | 13-18-8 | 34  |
| 40 | 28 janvier  | Les Canadiens          | 3-3   | Maple Leafs de Toronto | 13-18-9 | 35  |
| 41 | 31 janvier  | Rangers de New York    | 4-2   | Les Canadiens          | 13-19-9 | 35  |

### Février
| No | Date        | Visiteur               | Score | Domicile               | Fiche   | Pts |
| -- | ----------- | ---------------------- | ----- | ---------------------- | ------- | --- |
| 42 | 1er février | Les Canadiens          | 3-0   | Bruins de Boston       | 14-19-9 | 37  |
| 43 | 5 février   | Blackhawks de Chicago  | 7-2   | Les Canadiens          | 14-20-9 | 37  |
| 44 | 7 février   | Red Wings de Détroit   | 5-3   | Les Canadiens          | 14-21-9 | 37  |
| 45 | 14 février  | Les Canadiens          | 2-4   | Maple Leafs de Toronto | 14-22-9 | 37  |
| 46 | 15 février  | Les Canadiens          | 1-2   | Blackhawks de Chicago  | 14-23-9 | 37  |
| 47 | 19 février  | Maple Leafs de Toronto | 1-3   | Les Canadiens          | 15-23-9 | 39  |
| 48 | 21 février  | Bruins de Boston       | 3-1   | Les Canadiens          | 15-24-9 | 39  |
| 49 | 22 février  | Les Canadiens          | 3-4   | Red Wings de Détroit   | 15-25-9 | 39  |
| 50 | 28 février  | Red Wings de Détroit   | 5-2   | Les Canadiens          | 15-26-9 | 39  |
| 51 | 29 février  | Les Canadiens          | 3-5   | Rangers de New York    | 15-27-9 | 39  |

### Mars
| No | Date    | Visiteur               | Score | Domicile               | Fiche    | Pts |
| -- | ------- | ---------------------- | ----- | ---------------------- | -------- | --- |
| 53 | 3 mars  | Les Canadiens          | 3-2   | Maple Leafs de Toronto | 16-27-9  | 41  |
| 54 | 4 mars  | Bruins de Boston       | 1-1   | Les Canadiens          | 16-27-10 | 42  |
| 55 | 6 mars  | Les Canadiens          | 2-2   | Red Wings de Détroit   | 16-27-11 | 43  |
| 56 | 7 mars  | Les Canadiens          | 3-9   | Blackhawks de Chicago  | 16-28-11 | 43  |
| 57 | 11 mars | Maple Leafs de Toronto | 1-3   | Les Canadiens          | 17-28-11 | 45  |
| 58 | 13 mars | Rangers de New York    | 2-3   | Les Canadiens          | 18-28-11 | 47  |
| 59 | 14 mars | Les Canadiens          | 6-3   | Rangers de New York    | 19-28-11 | 49  |
| 60 | 20 mars | Blackhawks de Chicago  | 4-7   | Les Canadiens          | 20-28-11 | 51  |
| 60 | 21 mars | Les Canadiens          | 3-4   | Bruins de Boston       | 20-29-11 | 51  |